# Суперкубок Португалії з футболу серед жінок
Суперкубок Португалії з футболу серед жінок (порт. Supertaça de Portugal Feminina) — щорічний футбольний матч між переможцями чемпіонату та кубку Португалії, що проводиться Португальською футбольною федерація. Якщо команда оформлює «золотий дубль» (виграє чемпіонат та кубок країни), то в Суперкубку виступає фіналіст національного кубку. 
Вперше Суперкубок Португалії розіграли в серпні 2015 року, у тому матчі «КФ Бенфіка» з рахунком 4:0 обіграла «Клубе де Альбергарія».

## Розіграші
| Розіграш | Рік  | Переможці                                       | Рахунок                                         | Фіналісти                                       | Дата                                            | Місце                                               |  |
| 1-й      | 2015 | «КФБ»                                           | 4–0                                             | «Клубе де Альбергарія» ‡                        | 29 серпня 2015                                  | Муніципальний стадіон Абрантеша, Абрантеш           |  |
| 2-й      | 2016 | «Валдареш Гайя» ‡                               | 1–0                                             | «КФБ»                                           | 3 вересня 2016                                  | Муніципальний стадіон Марінья-Гранде, Маріня-Гранде |  |
| 3-й      | 2017 | «Спортінг»                                      | 3–1 (дод. ч.)                                   | «Брага» ‡                                       | 3 September 2017                                | Коїмбрський міський стадіон, Коїмбра                |  |
| 4-й      | 2018 | Брага ‡                                         | 1–1 (5–4 пен.)                                  | «Спортінг»                                      | 9 вересня 2018                                  | Ештадіу ду Фонтелу, Візеу                           |  |
| 5-й      | 2019 | «Бенфіка»                                       | 1–0                                             | «Брага»                                         | 8 вересня 2019                                  | Ештадіу Жоау Кардозу, Тондела                       |  |
| –        | 2020 | Через пандемію Covid-19 чемпіонат не проводився | Через пандемію Covid-19 чемпіонат не проводився | Через пандемію Covid-19 чемпіонат не проводився | Через пандемію Covid-19 чемпіонат не проводився | Через пандемію Covid-19 чемпіонат не проводився     |  |
| 6-й      | 2021 | «Спортінг»                                      | 2–0                                             | «Бенфіка»                                       | 28 серпня 2021                                  | Рештелу, Лісабон                                    |  |
| 7-й      | 2022 | «Бенфіка»                                       | 4–1 (дод. ч.)                                   | «Спортінг»                                      | 28 серпня 2022                                  | Магальяйнш Песоа, Лейрія                            |  |
| 8-й      | 2023 | «Бенфіка»                                       | 1–1 (3–0 пен.)                                  | «Спортінг»                                      | 13 вересня 2023                                 | Магальяйнш Песоа, Лейрія                            |  |
| 9-й      | 2024 | «Спортінг»                                      | 2–0                                             | «Бенфіка»                                       | 23 серпня 2024                                  | Рештелу, Лісабон                                    |  |
| 10-й     | 2025 |                                                 |                                                 |                                                 |                                                 |                                                     |  |

| Чемпіони          |
| Володарки кубку   |
| ‡ Фіналісти кубку |

## Виступи по клубах
| Команда                | Перемоги | Фінали | Переможні роки   | Роки фіналів     |
| «Спортінг»             | 3        | 3      | 2017, 2021, 2024 | 2018, 2022, 2023 |
| «Бенфіка»              | 3        | 2      | 2019, 2022, 2023 | 2021, 2024       |
| «Брага»                | 1        | 2      | 2018             | 2017, 2019       |
| «К.Ф.Бенфіка»          | 1        | 1      | 2015             | 2016             |
| «Валадареш Гайя»       | 1        | 0      | 2016             | –                |
| «Клубе де Альбергарія» | 0        | 1      | –                | 2015             |